# Варфоломєєва Ганна Леонтіївна
Ганна Леонтіївна Варфоломєєва (нар. 8 березня 1920, село Мушкутинці, тепер Дунаєвецького району Хмельницької області — ?) — українська радянська діячка, новатор виробництва, прядильниця, інструктор прядильного цеху Дунаєвецької суконної фабрики імені Леніна Хмельницької області. Депутат Верховної Ради УРСР 2—4-го скликань.

## Біографія
Народилася у бідній селянській родині. До 1937 року працювала колгоспницею колгоспу імені Ворошилова Дунаєвецького району. У 1937—1941 роках — прядильниця прядильного цеху Дунаєвецької суконної фабрики Кам'янець-Подільської області.
У 1944 році брала участь у відбудові Дунаєвецької суконної фабрики, працювала на допоміжних роботах, муляром.
З 1944 року — прядильниця, інструктор прядильного цеху Дунаєвецької суконної фабрики імені Леніна Кам'янець-Подільської (Хмельницької) області. Обслуговувала 900 веретен, виконувала виробничу норму на 150—160 %.
Член КПРС з 1952 року.
Потім — на пенсії у смт. Дунаївці Дунаєвецького району Хмельницької області.

## Нагороди
- медаль «За доблесну працю у Великій Вітчизняній війні 1941—1945 років»
- медалі